# Mr. Big
Mr. Big byla americká rocková kapela založená v roce 1988 v Los Angeles v Kalifornii. Původní sestavu tvořili zpěvák Eric Martin, bubeník Pat Torpey, baskytarista Billy Sheehan a kytarista Paul Gilbert.

## Styl a popularita
Ačkoliv je skupina primárně hardrocková, proslavila se také jemnějšími skladbami. Její hudba je často charakterizována výraznými vokály a vokálními harmoniemi. Mezi největší hity patří To Be with You (který se v roce 1992 dostal na první místo hitparád v 15 zemích) a Just Take My Heart.
Název skupiny je odvozen od stejnojmenné skladby skupiny Free, kterou Mr. Big přezpívali na svém albu Bump Ahead z roku 1993.

## První období činnosti (1988–2002)
Mr. Big zůstali aktivní a populární více než deset let navzdory interním konfliktům a měnícím se hudebním trendům. Během tohoto období vydali čtyři studiová alba: Mr. Big (1989), Lean into It (1991), Bump Ahead (1993) a Hey Man (1996).
V roce 1999 kapelu opustil kytarista Paul Gilbert, kterého nahradil Richie Kotzen jako kytarista a zpěvák. S touto sestavou skupina vydala další dvě alba: Get Over It (1999) a Actual Size (2001). 
Kapela se rozpadla v roce 2002. 

## Návrat a druhé období (2009–2018)
Na přání fanoušků se Mr. Big v roce 2009 vrátili v původní sestavě. Jejich první turné po návratu proběhlo v Japonsku.
V roce 2010 skupina vydala své první album po patnácti letech s názvem What If... Během nahrávání následujícího alba ...The Stories We Could Tell (2014) byla Pat Torpeymu diagnostikována Parkinsonova choroba, což výrazně omezilo jeho schopnost aktivně se podílet na turné. Účastnil se pouze jako podpůrný člen.
Deváté album kapely Defying Gravity (2017) bylo poslední studiovou nahrávkou, na které se Torpey podílel. Hrál pouze v některých skladbách a byl uveden jako „producent bicích“, zatímco většinu bubenických partů nahrál Matt Starr.

## Pauza po smrti Pat Torpeyho

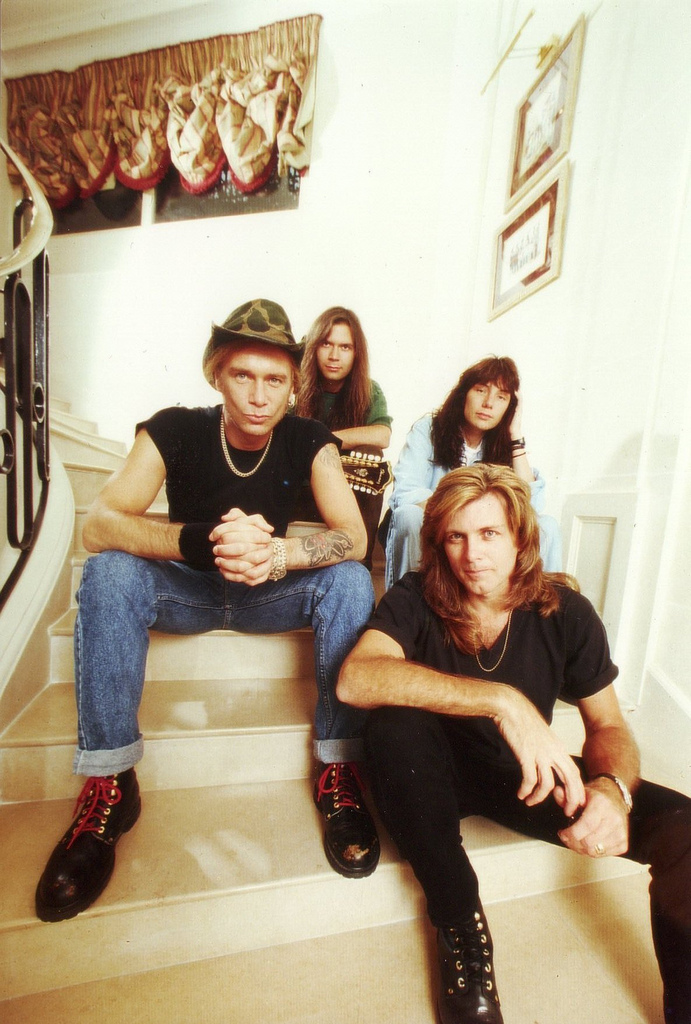
Mr. Big v roce 1992. Zleva: Billy Sheehan, Paul Gilbert, Pat Torpey, Eric Martin

Po Torpeyho smrti v roce 2018 si skupina dala přestávku. V říjnu 2018 Eric Martin uvedl, že kapela plánovala své možné poslední album: „Ano, tohle je poslední hurá – to je vše. Je trochu nepříjemné pokračovat bez Pata Torpeyho.“ Plán se však neuskutečnil a skupina se na čas odmlčela. 
V lednu 2021 Billy Sheehan uvedl, že Mr. Big formálně stále existují, ale bez konkrétních plánů: „Možná jednoho dne něco uděláme. Nevíme.“
Zároveň kritizoval finální zvukovou úpravu alba Defying Gravity, které podle něj vydavatelství vydalo nedokončené. 

## Rozlučkové turné a poslední album
Navzdory oznámenému rozlučkovému turné Martin v listopadu 2023 potvrdil, že skupina stále pracuje na desátém studiovém albu. Ten vyšlo 12. července 2024.
Na turné The Big Finish Farewell Tour, které odstartovalo v roce 2023, doplnil sestavu bubeník Nick D´Virgilio. Kapela odehrála dne 23. srpna 2024 koncert na Way Too Far Rock Festivalu v Rumunsku. 
Dne 11. února 2025 oznámili čtyři poslední koncerty, které se odehrají v Indii a Japonsku. Poslední vystoupení se má konat 25. února 2025 v Tokiu.

## Bývalí členové
- Eric Martin - zpěv, akustická kytara (1988–2002, 2009–2019, 2023–2024)
- Billy Sheehan - basa, doprovodný zpěv (1988–2002, 2009–2019, 2023–2024)
- Paul Gilbert - kytary, doprovodný zpěv (1988–1999, 2009–2019, 2023–2024)
- Pat Torpey - bicí, perkuse, doprovodný zpěv (1988–2002, 2009–2018) (zemřel)
- Richie Kotzen - kytary, doprovod a zpěv (1999–2002)
- Matt Starr - bicí, perkuse, doprovodný zpěv (hostující člen: 2014–2018, 2018–2019)
- Nick D'Virgilio - bicí, perkuse (2023–2024)

## Diskografie

### Studiová alba
- 1989: Mr. Big
- 1991: Lean into It
- 1993: Bump Ahead
- 1996: Hey Man
- 2000: Get Over It
- 2001: Actual Size
- 2011: What If...
- 2014: …The Stories We Could Tell
- 2017: Defying Gravity
- 2024: Ten